# Erbogačën
Erbogačën (in russo Ербогачён?) è un villaggio della Russia, situato nell'oblast' di Irkutsk; è il centro amministrativo del distretto Katangskij.
Si trova nella parte settentrionale della regione, sulla riva destra del fiume Tunguska Inferiore (affluente dell'Enisej).